# 邊緣跳岩䲁
邊緣跳岩䲁（學名：Petroscirtes marginatus），為輻鰭魚綱鳚形目䲁科跳岩䲁屬的一種，分布於西太平洋南中國海及印尼海域，體長可達4.9公分，棲息在水淺的海草床或躲在軟體動物空殼，雌魚產附著性卵，雄魚有護卵行為，幼魚為浮游性，生活習性不明。